# Aleksander Omieczyński
Aleksander Omieczyński (ur. 12 grudnia 1909 w Trzciance, zm. 10 września 1941 w Szczecinie) – nauczyciel, chórzysta, krzewiciel polskości.

## Życiorys
Był synem małorolnego chłopa. Po ukończeniu Seminarium Nauczycielskiego w Lubawie odbył praktykę w Grudziądzu i w 1933 wyjechał do Wrocławia, gdzie miał zamiar podjąć pracę w polskiej szkole. Władze niemieckie nie wyraziły jednak na to zgody, więc w 1935 wyjechał do Szczecina. Po wielu trudnościach rozpoczął pracę w polskiej szkole, ucząc legalnie języka polskiego i śpiewu, a nielegalnie historii i geografii. Prowadził również drużynę harcerską „Gryf” i zuchową „Wiewiórki”. Nie poprzestawał na pracy z dziećmi, działał także wśród młodzieży i dorosłych, organizował chór, orkiestrę i teatr amatorski.

## Krzewienie polskości
Działalność Omieczyńskiego na polu krzewienia polskości nie ograniczała się tylko do polskiego środowiska w Szczecinie, ale sięgała także do okolicznych powiatów skupiających robotników polskiego pochodzenia. Pełniąc funkcję nauczyciela-drużynowego i członka Związku Polaków, organizował w terenie punkty nauczania, oddziały ZP, a także biblioteki oraz pomagał kolportować prasę polską.
3 czerwca 1939 został aresztowany w czasie prowadzenia lekcji, a szkołę polską zamknięto. W sierpniu 1939 wywieziono go do obozu w Oranienburgu, gdzie znajdowało się już wielu aresztowanych działaczy polonijnych, m.in. Maksymilian Golisz, J. Mozolewski, Władysław Narożyński. W 1940 przewieziono go do więzienia w Szczecinie, gdzie 10 września 1941 został zamordowany. Pochowany został na Cmentarzu Centralnym w Szczecinie.